# Machine Head (Album)

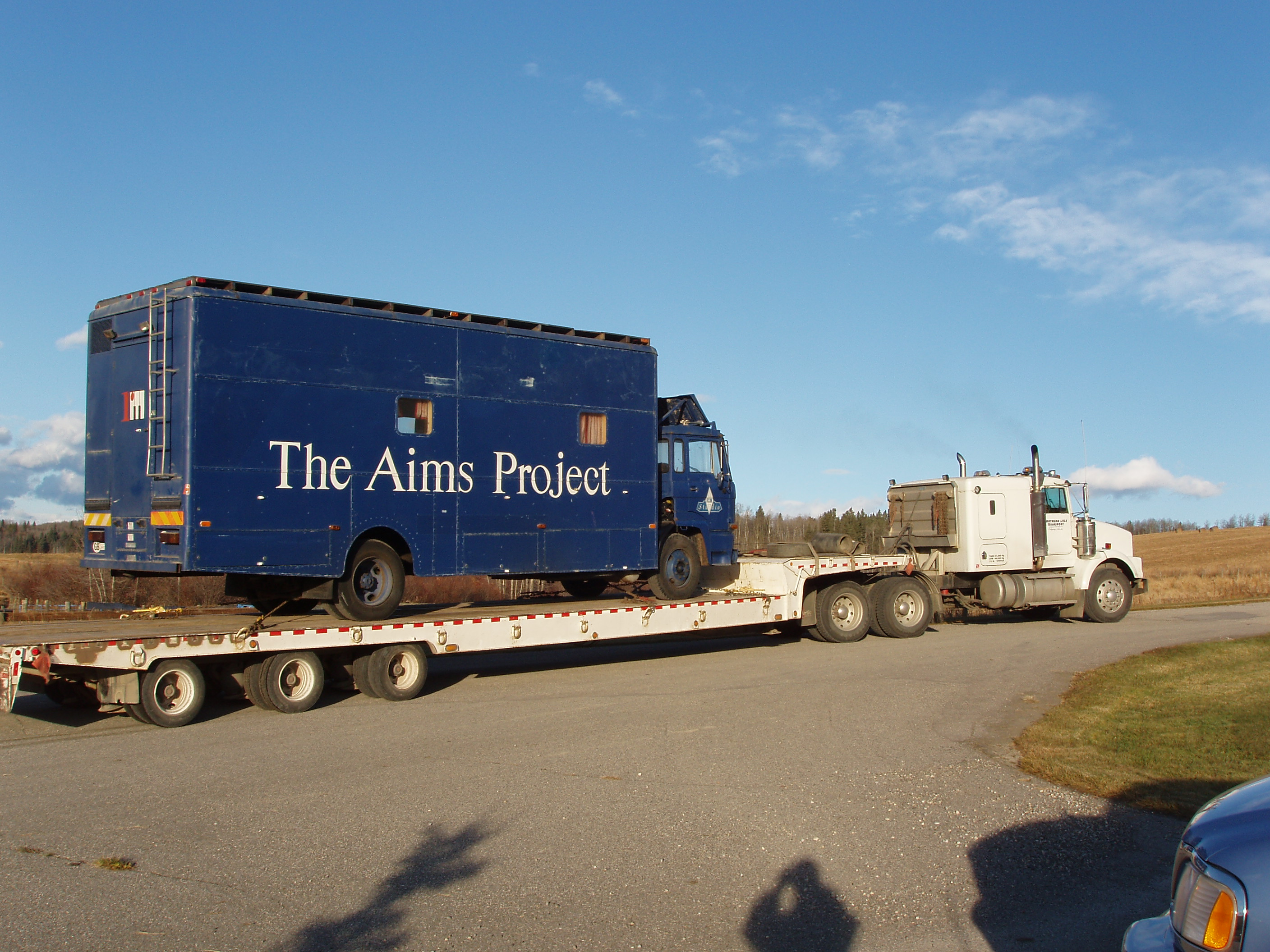
Das mobile Tonstudio in späteren Jahren

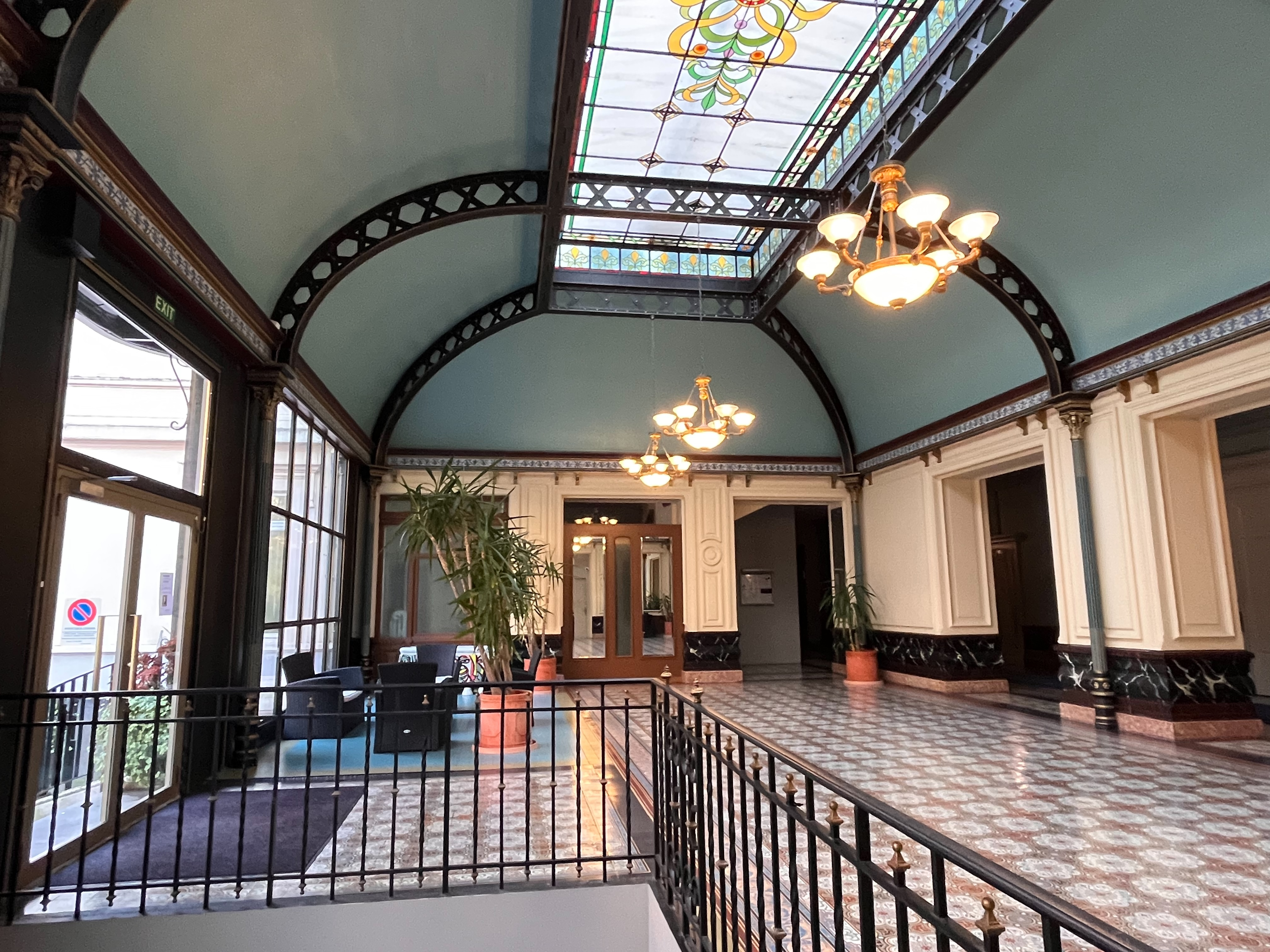
Der heute sanierte Eingangsbereich des Grand Hôtel (Hôtel des Alpes) in Territet. Rechts der Durchgang in den Flurbereich, der für die Aufnahmen zu Machine Head als Studio genutzt wurde.

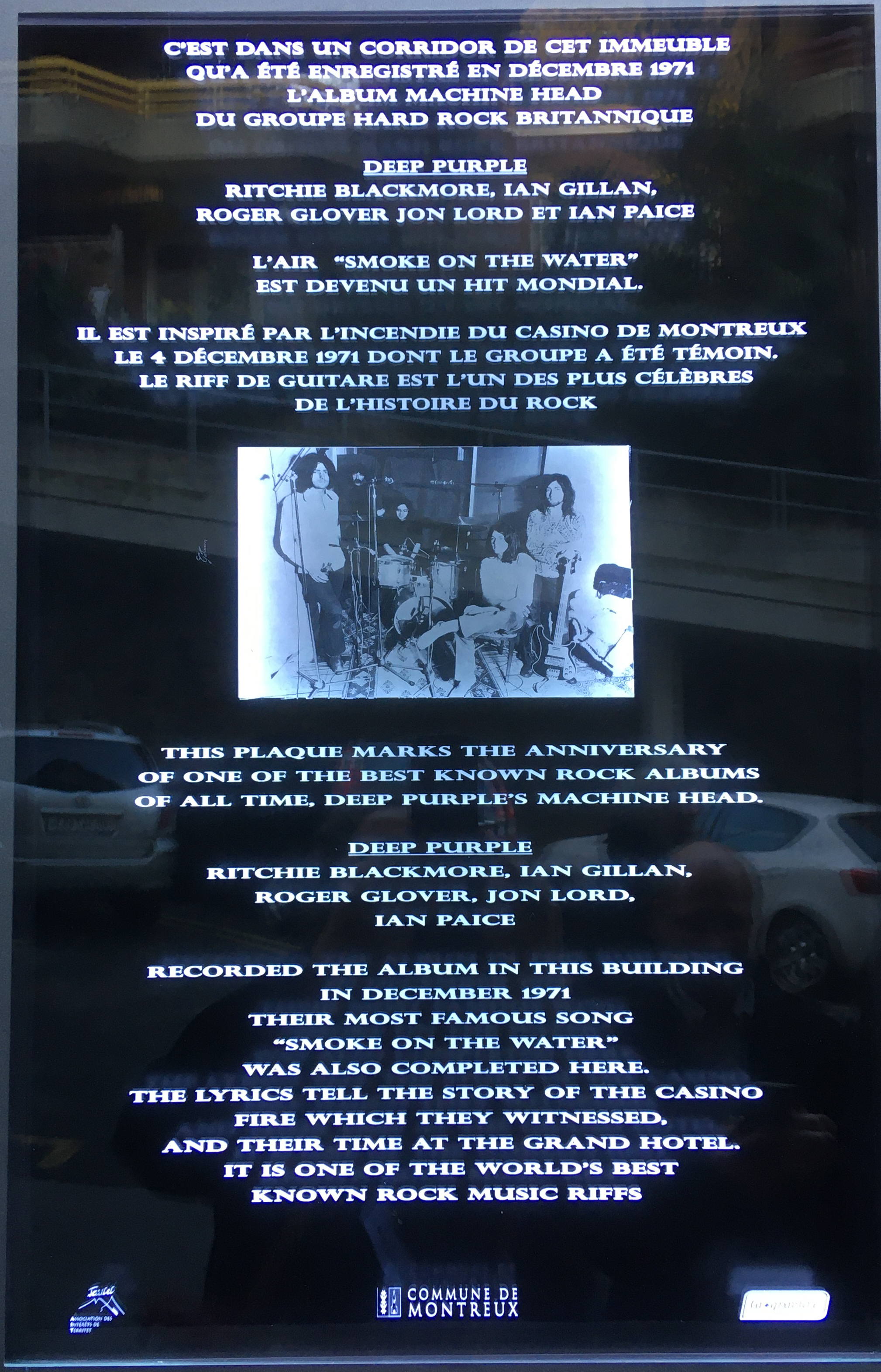
Gedenktafel am ehemaligen Grand Hôtel

Machine Head (englisch für ‚Stimmmechanik‘) ist das sechste Studioalbum der britischen Hard-Rock-Band Deep Purple aus dem Jahre 1972.

## Entstehung und Bedeutung
Die Aufnahmen zu Machine Head fanden im Dezember 1971 in Montreux in der Schweiz mithilfe des mobilen Rolling-Stones-Studios statt. Aufgrund des Casinobrands während eines Konzertes von Frank Zappa, dem auch das mobile Studio, das in der Nähe des Casinos parkte, beinahe zum Opfer gefallen wäre, wurden die Aufnahmen verlegt. Ursprünglich sollten diese im Casino stattfinden. Sie wurden letztlich unter improvisierten Bedingungen im Erdgeschossflur des während der Wintermonate geschlossenen Grand Hôtel (Hotel des Alpes) in Territet (Montreux) eingespielt. Für die Aufnahmen wurde der leere Flur mit Matratzen abgedichtet, um einen besseren Raumklang zu erhalten. Die Erstveröffentlichung erfolgte am 24. März 1972 (Katalognummer: Purple TPSA 7504).
Machine Head enthält den Titel Smoke on the Water, der zu den bekanntesten Werken der Rockmusik zählt. Außerdem sind auf dieser Veröffentlichung noch die heute als Klassiker des Genres geltenden Titel Highway Star, Lazy und Space Truckin’ enthalten.

## Titelliste
Alle Stücke wurden von Ritchie Blackmore, Ian Gillan, Roger Glover, Jon Lord und Ian Paice geschrieben.

### Seite 1
1. Highway Star – 6:05
2. Maybe I’m a Leo – 4:51
3. Pictures of Home – 5:03
4. Never Before – 3:56

### Seite 2
1. Smoke on the Water – 5:40
2. Lazy – 7:19
3. Space Truckin’ – 4:31

### Bonustitel (25th Anniversary Edition)
1997 wurde anlässlich des 25. Jahrestages der Veröffentlichung von Machine Head das Album digital remastert und zusammen mit einigen neuen Remixen und alternativen Titeln auf insgesamt zwei CDs wiederveröffentlicht.

#### CD 1
Originalalbum und folgende zusätzlichen Titel:
1. When a Blind Man Cries – 3:32 (Original B-Side)
2. Maybe I’m a Leo – 5:00 (Quadrophonic Mix)
3. Lazy – 6:57 (Quadrophonic Mix)

#### CD 2
1. Highway Star – 6:39 (Roger Glover Remix)
2. Maybe I’m a Leo – 5:25 (Roger Glover Remix)
3. Pictures of Home – 5:21 (Roger Glover Remix)
4. Never Before – 3:59 (Roger Glover Remix)
5. Smoke on the Water – 6:18 (Roger Glover Remix)
6. Lazy – 7:33 (Roger Glover Remix)
7. Space Truckin’ – 4:52 (Roger Glover Remix)
8. When a Blind Man Cries – 3:33 (Roger Glover Remix)

### DVD-Audio (30th Anniversary Edition)
Zum 30-jährigen Jubiläum erschien 2001 eine DVD-Audio mit neuen Abmischungen im hochaufgelösten Stereoformat und Mehrkanalformat DTS 5.1. Die DVD enthält die Titel des originalen Albums plus der Single-B-Seite When a Blind Man Cries. Als Bonus sind zwei Videoaufnahmen von Highway Star und Lazy, die beim Konzert im Tivoli Konzertsaal in Kopenhagen am 1. März 1972 mitgeschnitten wurden, enthalten.

### DVD-Video (40th Anniversary Deluxe Edition)
2012 wurde zum 40-jährigen Jubiläum eine 5-Disc-Auflage (Multichannel und Stereo) veröffentlicht:
1. CD1: Original-Album, 2012 Remaster mit zusätzlichem B-Seiten-Titel When a Blind Man Cries
2. CD2: Original-Album, 1997 (Roger Glover) Remaster mit zusätzlichem B-Seiten-Titel When a Blind Man Cries
3. CD3: Original-Album Quad SQ mit zusätzlichem Smoke on the Water (US-A-Seite) und Lazy (Japan-B-Seite)
4. CD4: In Concert ’72: Live at the Paris Theatre, London, March 9th,1972 (2012 Remix)
5. DVD: Original-Album 2012 Remaster mit zusätzlichem B-Seiten-Titel When a Blind Man Cries in 96k/24bit LPCM Stereo

plus Original-Album Quad Mix (Quad to 4.1: DTS 96k/24bit & Dolby Digital)
plus Bonus 5.1 Mixes in 5.1 DTS 96k/24bit und Dolby Digital von When a Blind Man Cries, Maybe I’m a Leo und Lazy

## Singleauskopplungen
Mit dem Album wurde die Single Never Before veröffentlicht; die B-Seite When a Blind Man Cries ist nicht auf dem originalen Album enthalten.

## Rezeption
Viele Musikkritiker sehen das Album als einen der wichtigsten Wegbereiter des Heavy-Metal-Genres an. Es wurde neben Led Zeppelins Led Zeppelin IV und Black Sabbaths Paranoid als „Holy Trinity“ (Dreifaltigkeit) des Hardrock bezeichnet.
2001 listete die Zeitschrift Q das Album unter den 50 Heaviest Albums of All Time.

## Kommerzieller Erfolg

### Chartplatzierungen
| ChartsChartplatzierungen       | Höchstplatzierung | Wochen |
| ------------------------------ | ----------------- | ------ |
| Deutschland (GfK)              | 1 (42 Wo.)        | 42     |
| Österreich (Ö3)                | 4 (17 Wo.)        | 17     |
| Schweiz (IFPI)                 | 19 (3 Wo.)        | 3      |
| Vereinigte Staaten (Billboard) | 7 (118 Wo.)       | 118    |
| Vereinigtes Königreich (OCC)   | 1 (25 Wo.)        | 25     |

| ChartsJahrescharts (1972) | Platzierung |
| ------------------------- | ----------- |
| Deutschland (GfK)         | 5           |

### Auszeichnungen für Musikverkäufe
Das Album verkaufte sich laut Schallplattenauszeichnungen weltweit über 2,6 Millionen Mal. Am 13. Oktober 1986 erlangte es unter anderem Doppel-Platin-Status in den Vereinigten Staaten.
| Land/Region                  | Auszeichnungen für Musikverkäufe (Land/Region, Auszeichnung, Verkäufe) | Verkäufe  |
| ---------------------------- | ---------------------------------------------------------------------- | --------- |
| Brasilien (PMB)              | Gold                                                                   | 100.000   |
| Frankreich (SNEP)            | 2× Gold                                                                | 200.000   |
| Italien (FIMI)               | Gold                                                                   | 25.000    |
| Japan (RIAJ)                 | Gold                                                                   | 100.000   |
| Vereinigte Staaten (RIAA)    | 2× Platin                                                              | 2.000.000 |
| Vereinigtes Königreich (BPI) | Gold                                                                   | 100.000   |
| Insgesamt                    | 6× Gold · 2× Platin ·                                                  | 2.525.000 |